# 제15회 부산독립영화제
제15회 부산독립영화제는 2013년 11월 20일에 열린 시상식이다.

## 수상 및 후보

### 심사위원 특별상
- 마트 옆 시장 - 김대황 수상

### 기술창의상
- 되감기 - 곽으뜸 수상

### 열 여덟 번째 프로포즈상
- 오늘 - 박세재 수상

### 내 마음의 영화상
- 나와 나의 거리 - 문창현 수상

### 우수상
- 재 - 오민욱 수상
- 고양이들 - 서하연 수상

### 여우연기상
- 마트 옆 시장 - 김미경 수상
- 대회전 - 김미경 수상

### 특별언급
- 눈이 가는 길 - 김동익 외 2명
- 대회전 - 김진태
- 철거 - 권용국
- 처음이 어렵지 - 김자열
- 누구세요 - 정주영
- 형제들 - 신동우
- 형아 - 임지웅
- 바보아빠 - 전찬영
- 메이데이 - 서윤수
- 파인드 - 정한빛
- 오늘 - 최정문
- 다카포 - 김경미
- 자전거 종 - 오정두
- show time - 강송연
- 이목 - 이정민
- 청춘스쿠터 - 김성국
- 메이크 업 - 김주현
- 리어카 - 전형식
- 아빠 - 김병현